# Ectropis mochlosema
Ectropis mochlosema är en fjärilsart som beskrevs av Turner 1917. Ectropis mochlosema ingår i släktet Ectropis och familjen mätare. Inga underarter finns listade i Catalogue of Life.